# Campeonato Capixaba de Futebol da Segunda Divisão de 1987
O Campeonato Capixaba da Segunda Divisão de 1987 é erroneamente intitulado como a primeira edição dessa competição. Foi disputada por cinco clubes: Castelo, Industrial, Santo Agostinho, Santo Antônio e São Mateus.
O Campeão São Mateus e o vice, Santo Antônio, garantiram vaga no Campeonato Capixaba de Futebol de 1988.
Time base do São Mateus no campeonato foi: Zecão (Chico); Fumaça (Carlinhos), Amarildo, Batata e Lido; Toni, Gilson (João) e Zé Olimpio; Vando (Anselmo), Melito e Romildo; Treinador Cosme Maia, sargento Pacheco preparador físico e Jamil massagista.

## Formato
O campeonato foi divido em duas fases: fase inicial, contendo turno e returno e finais. As finais foram realizadas entre o Santo Antônio (campeão do primeiro turno) e o São Mateus (campeão do returno).

## Participantes
- Castelo Futebol Clube (Castelo)
- Industrial Esporte Clube (Linhares) ou (Santa Maria de Jetibá)
- Grêmio Santo Agostinho (Cachoeiro de Itapemirim)
- Santo Antônio Futebol Clube (Vitória)
- Centro Educativo Recreativo Associação Atlética São Mateus (São Mateus)

## Primeira Fase
Resultados apenas da equipe campeã da competição.

### Turno
1ª rodada
| 1987 | Industrial | 0 - 0 | São Mateus |  |
|      |            |       |            |  |

2ª rodada
| 1987 | São Mateus | 2 - 0 | Santo Agostinho |  |
|      |            |       |                 |  |

3ª rodada
- São Mateus folgou nesta rodada

4ª rodada
| 1987 | Santo Antônio | 2 - 1 | São Mateus |  |
|      |               |       |            |  |

5ª rodada
| 1987 | São Mateus | [ nota 1 ] | Castelo |  |
|      |            |            |         |  |

### Returno
1ª rodada
| 1987 | São Mateus | 1 - 0 | Industrial |  |
|      |            |       |            |  |

2ª rodada
| 1987 | Santo Agostinho | 4 - 2 | São Mateus |  |
|      |                 |       |            |  |

3ª rodada
- São Mateus folgou nesta rodada

4ª rodada
| 1987 | São Mateus | 4 - 1 | Santo Antônio |  |
|      |            |       |               |  |

5ª rodada
| 1987 | Castelo | 1 - 3 | São Mateus |  |
|      |         |       |            |  |

## Fase Final
Jogo de ida
| 1 de novembro | Santo Antônio | 0 – 2 | São Mateus | Estádio Engenheiro Araripe, Cariacica |
| 15:00         |               |       |            | Público: ?                            |

Jogo de volta
| 8 de novembro | São Mateus | 2 – 1 | Santo Antônio | Estádio Sernamby, São Mateus |
| 15:00         |            |       |               | Público: ?                   |

## Premiação
| Vencedor                       |
| ------------------------------ |
| São Mateus Campeão (1º título) |